# رز سیاه (فیلم ۱۹۵۰)
رز سیاه (انگلیسی: The Black Rose) فیلمی تاریخی به کارگردانی هنری هاتاوی است که در سال ۱۹۵۰ منتشر شد.

## بازیگران
- تایرون پاور
- اورسن ولز
- جک هاوکینز
- لارنس هاروی
- مایکل رنی
- هربرت لام
- فینلی کوری
- سسیل اوبری
- آلفونسو بدویا
- بابی بلیک
- هنری اسکار
- جیمز رابرتسن جاستیس
- مری کلیر
- تورین تاچر
- کارل یافه